# 月村
31°13′09″N 121°25′35″E / 31.21907°N 121.42636°E
月村，即现在的上海市长宁区江苏路480弄，处于宣化路、安化路之间，是上海市长宁区一处居民新式里弄小区。2005年，该小区建筑被列为第四批上海市优秀历史建筑
该小区原先由22幢楼组成，建筑面积共计11880平方米，但是因为江苏路拓宽工程和长宁邮政支局大楼（邮电大楼）的建设，现存建筑面积4320平方米。

## 简介
该小区建于1921年，为新式里弄。均为砖木混合假三层结构西班牙式庭园住宅，水泥混水墙面，洋松木楼板，每幢建筑约540平方米，每户一院，卫生、水电设备齐全，落成后全部出租；建成时共五栋22幢房屋，建筑总面积为11880平方米。

## 著名居民
- 俞颂华：著名记者、报人[6]，曾为《申报月刊》主编。
- 杨寿林：翻译家、法学家，曾参与远东国际法庭审判日本甲级战犯的工作[6]，曾担任梅汝璈的秘书。

## 图片

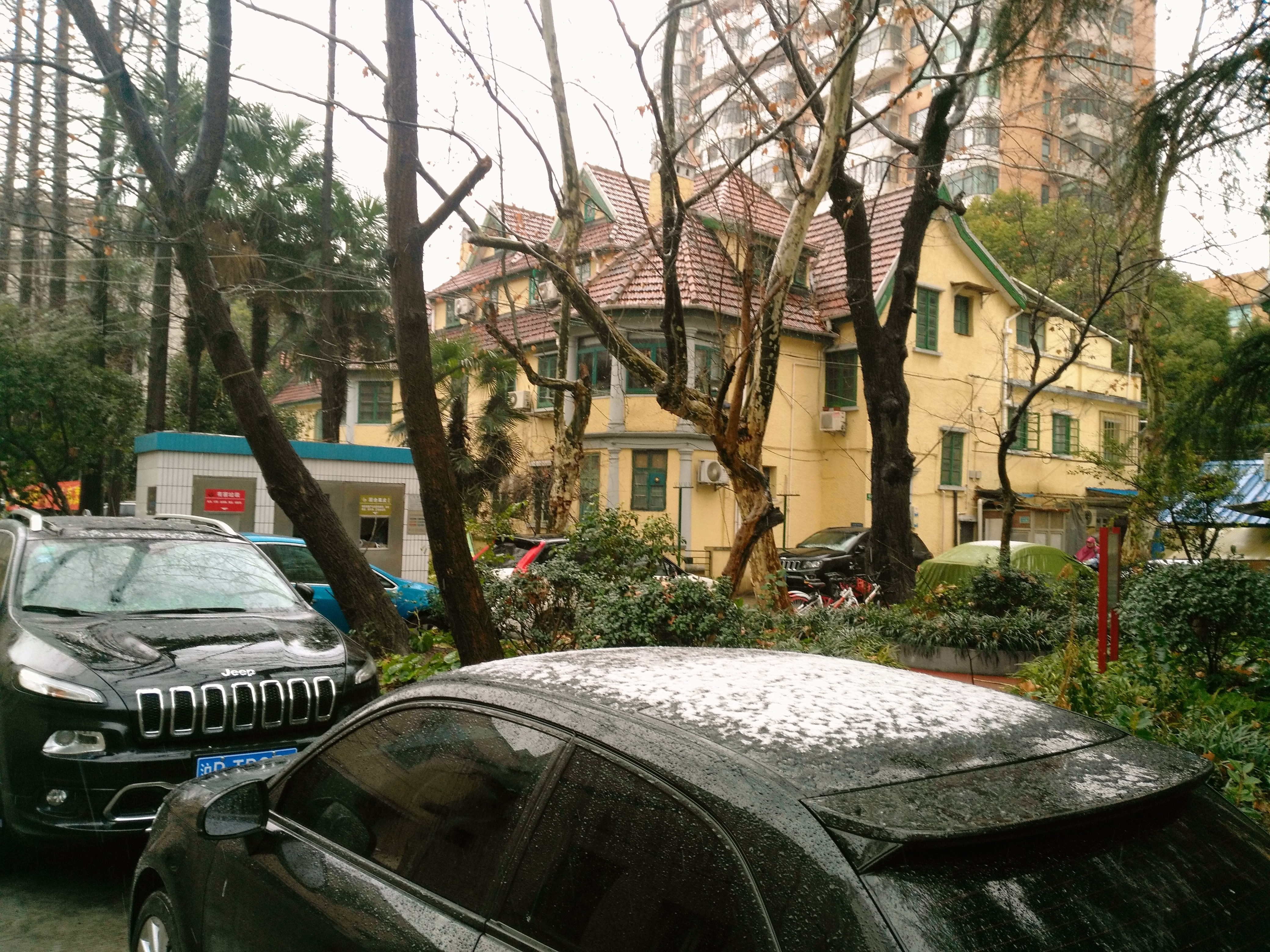
江苏路480弄进门视角
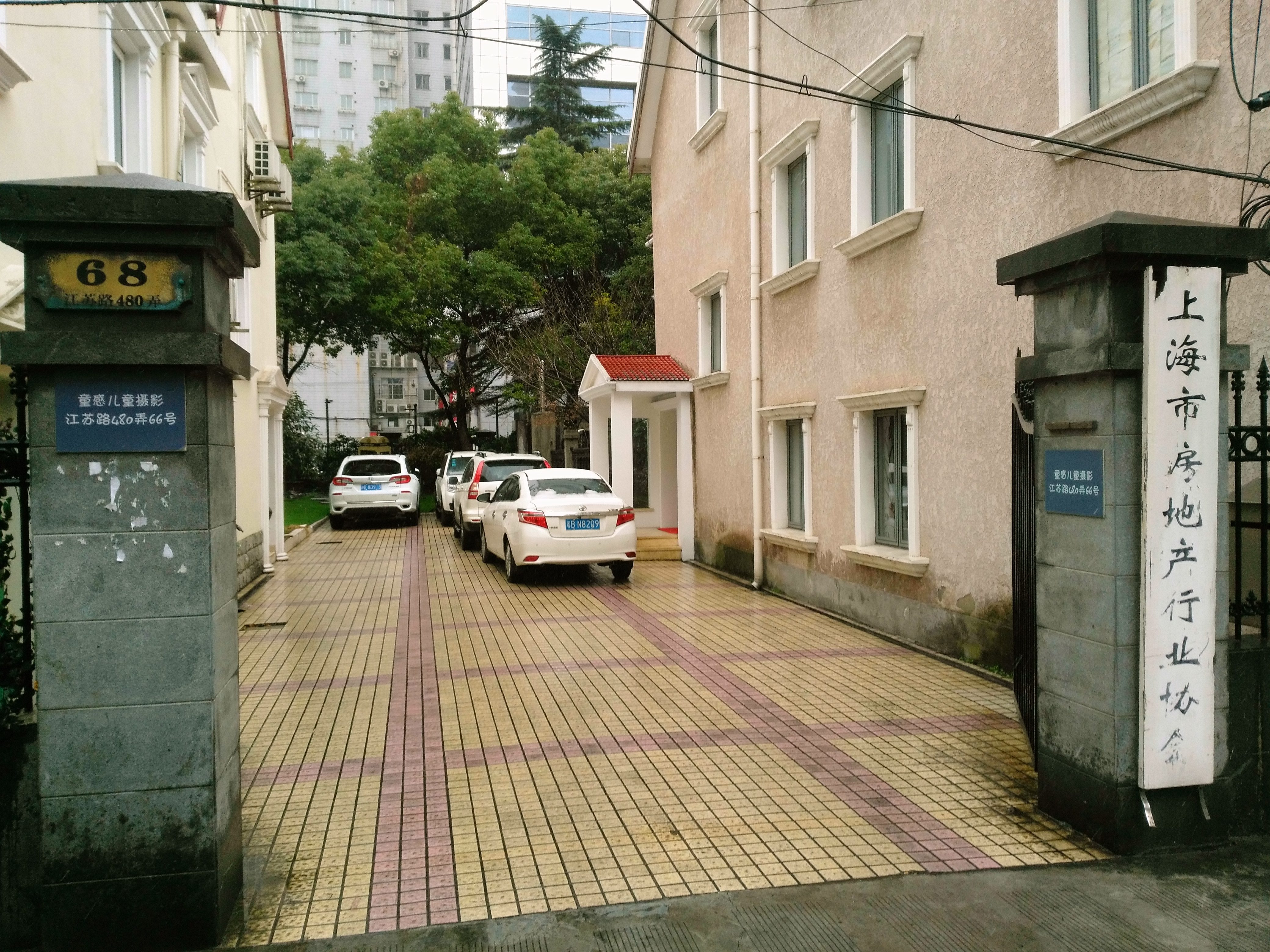
上海市房地产协会大楼
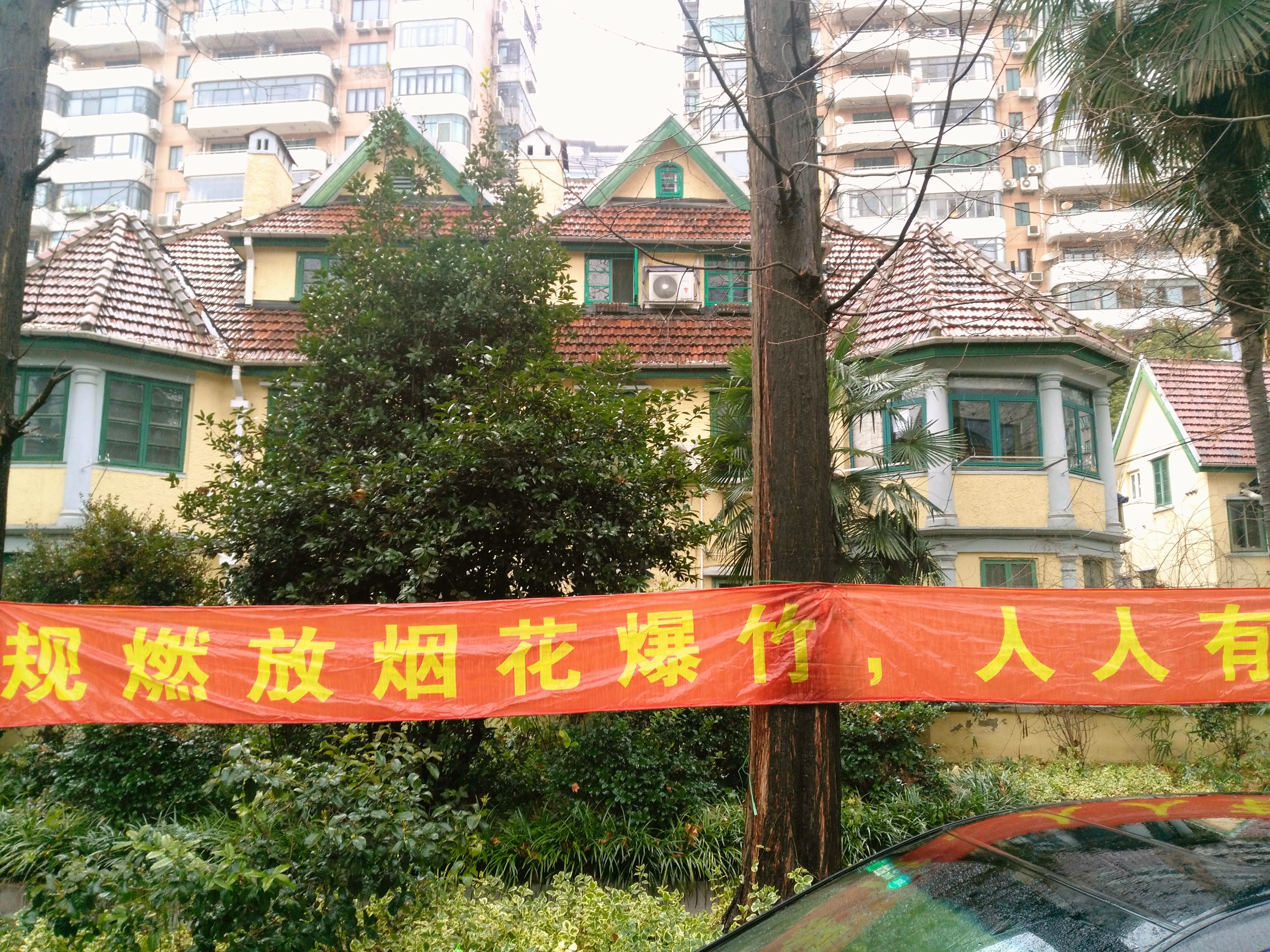
江苏路480弄建筑